# 坂本市之丞

坂本養川像

坂本 市之丞（さかもと いちのじょう、享保21年3月15日（1736年4月25日） - 文化6年3月2日（1809年4月16日））は、江戸時代中期から後期にかけての治水家、新田開発者。幼名は太郎。号は養川。出身地の諏訪地方では坂本養川の名で知られている。

## 経歴・人物
信濃国諏訪郡田沢村（現：長野県茅野市宮川区）の甲州武田氏旧臣の家に生まれ、23歳で名主となる。水不足のために争いが絶えなかった諏訪地方の農民達を救うために諸国を巡り新田開発の技術を修得した。約2年をかけ、山浦の地理を調べ、測量を行った。比較的水量が多い現在の茅野市北部の滝之湯川、渋川などの河川を結ぶ用水路を開削し、これらの河川の余水を順繰りに南方の原野へ送る「繰越堰（汐）」という形態の水路を整備することで、八ケ岳の西南麓の新田を灌漑する開発計画を考案した。
安永4年（1775年）に諏訪藩家老（二之丸家）諏訪頼保に計画書を提出した。
しかし、当時の諏訪6代藩主諏訪忠厚は江戸城留守居役の役務のため諏訪へ帰郷することが少なく、藩政は家老が任されていたが、二人の家老・二之丸家の諏訪頼保と三之丸家の千野貞亮（千野兵庫）の派閥争いによって藩政が混乱していた時期であった（二の丸騒動）。そのため、この計画に許可が下りることはなかった。
さらに、水元の村々では、用水路の建設により元々の水利が侵され、水利権争いの激化につながると考えた者が市之丞の暗殺計画を図る事件さえ起きた。
二の丸騒動によって藩主忠厚が隠居したことにより、長男の諏訪忠粛が7代藩主となる。諏訪藩は多年の財政難に加えて一連の騒動による出費、さらに天明の大飢饉によって藩政改革と新田開発の必要に迫られた。
二の丸騒動後に家老に復帰した千野貞亮から許可がおりたのは、市之丞が計画を提出してから10年後の天明5年（1785年）であった。2月より大見分(実地測量)が行われ、7月18日に普請が開始された。
その後寛政12年（1800年）までの15年間で十数条からなる用水路が開削され（養川の繰越堰と呼ばれる）、約300haの新田開発を成功させた。
市之丞の繰越堰は、取水するための堰からわざと漏水を起こし、下流への流量を確保している。また単純に用水路を開削するだけではなく、用水の上流は蓼科温泉郷(滝之湯川)・奥蓼科温泉郷(渋川)などがあり、稲作に適さない強酸性の水質であった(御射鹿池も参照)。これを繰越堰によって他の川の水と混合することで、水質の改良を行っている。 
市之丞は当初は請負人として仕事に当たり、のちには汐役人（せぎやくにん）にとりたてられ、享和元(1801)年小鷹匠の藩士となり16俵2人扶持と抜高（免祖地）15石を与えられた。
生涯を用水路造りに身を捧げ、文化6年、3月2日、（1809年4月16日）没する。享年74歳。

## 市之丞死後
大正4年（1915年）11月の御大典に、贈従五位を追贈される。歴代諏訪藩主と同位階である。
祝して頌徳碑が建てられた。
長野県知事大坪保雄書（茅野市・田沢地区健之す）
平成6年（1994年）茅野市尖石考古館（現茅野市尖石縄文考古館）に濱平（ミハマ製作所）より銅像「坂本養川翁」（西森方昭制作）寄贈　

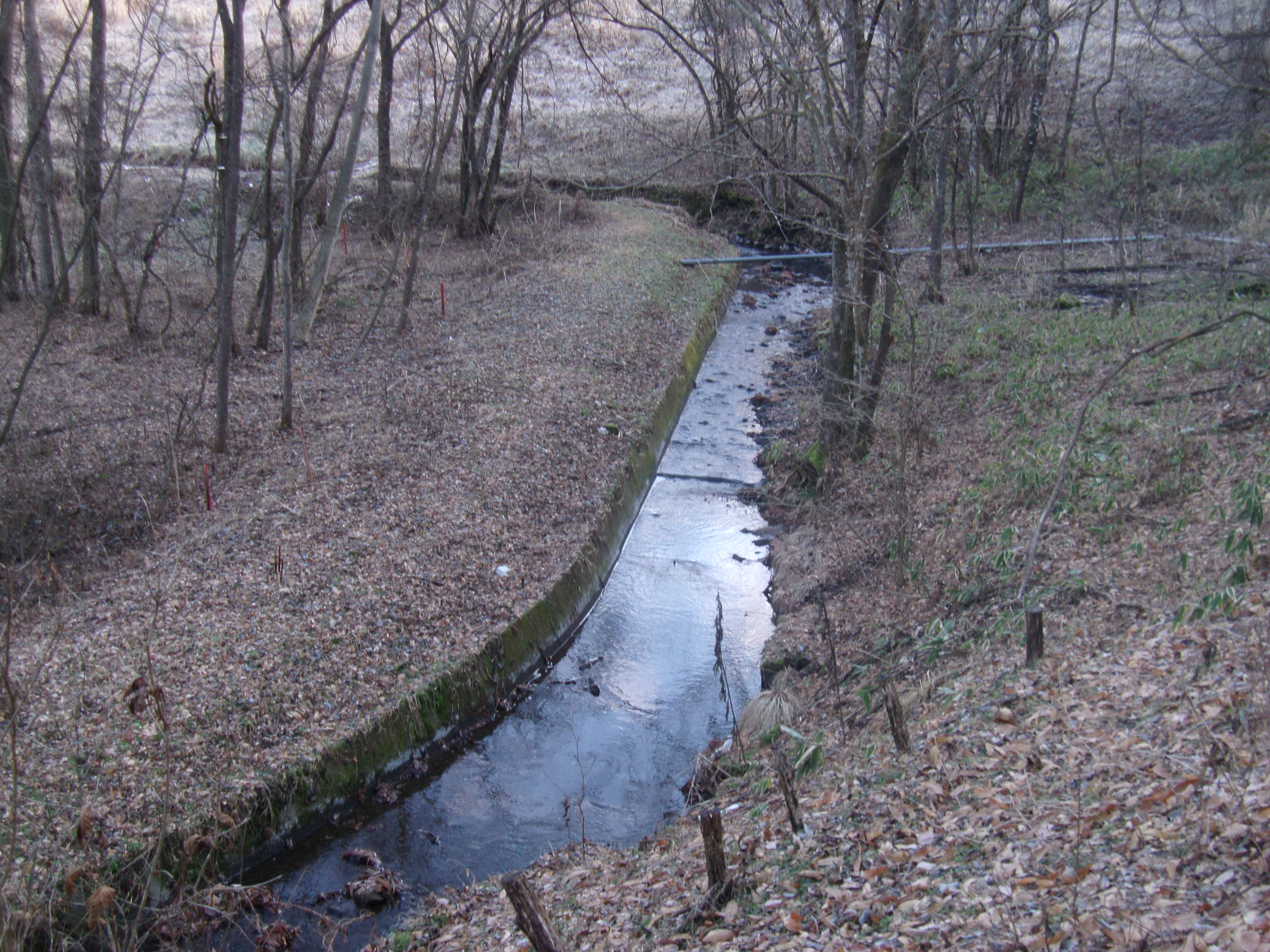
滝之湯堰用水

平成28年（2016年）11月、繰越堰の中の滝之湯堰（たきのゆせぎ）と大河原堰（おおかわらせぎ）が、かんがい施設遺産として登録され、県内では初の登録となった。

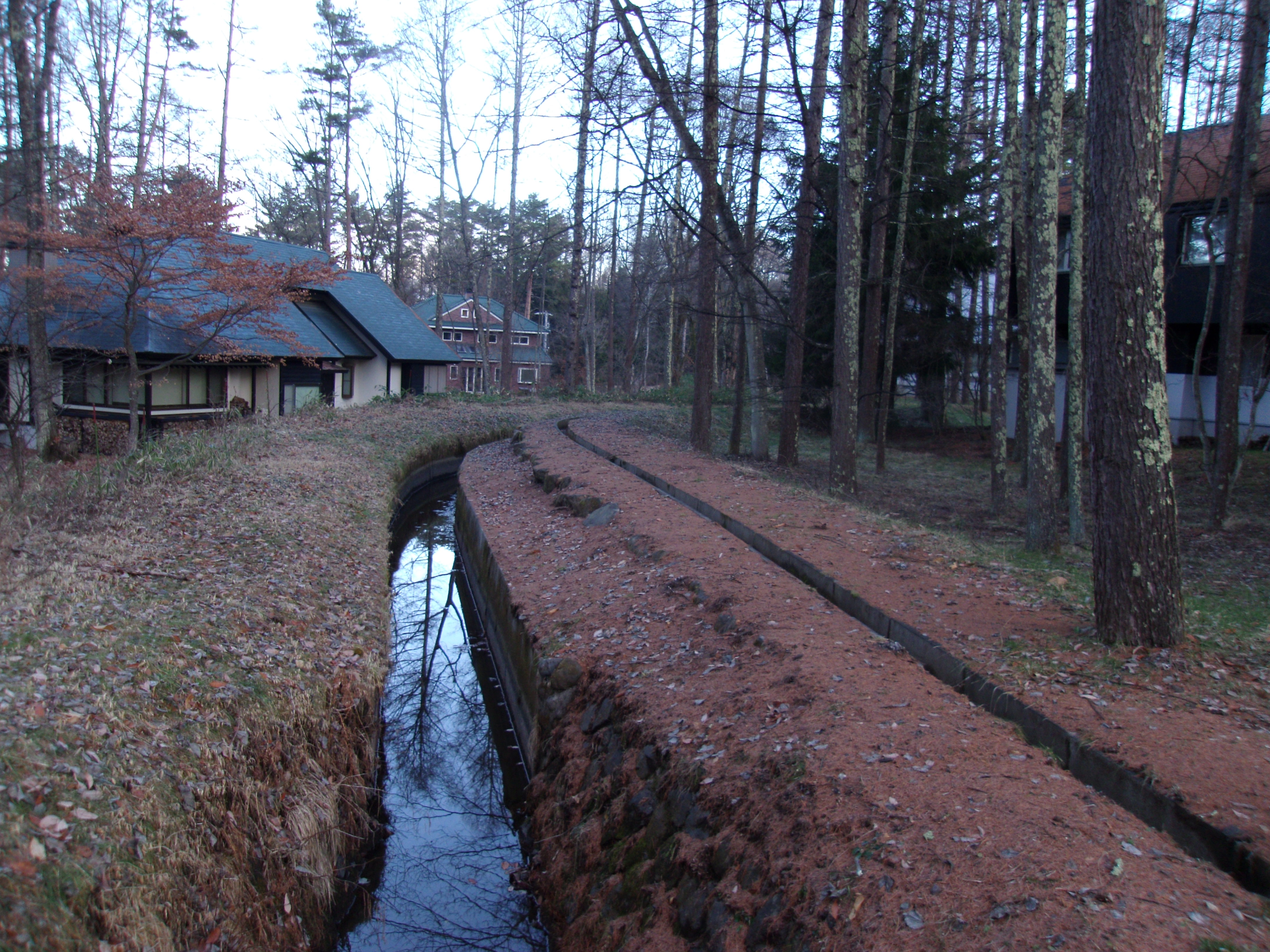
大河原堰用水